# マツコ会議
『マツコ会議』（マツコかいぎ）は、日本テレビ系列で2015年10月17日から2023年9月23日まで毎週土曜日の23:00 - 23:30（JST）に放送されていたトークバラエティ番組であり、司会を務めるマツコ・デラックスの冠番組。

## 概要
MC・総合演出のマツコ・デラックスが番組スタッフと番組の企画編成会議を行うというコンセプトの下で、毎回、ある話題になっている場所と中継をつなぐ。マツコは前番組の『マツコとマツコ』に引き続いて出演する。
そこで出会うある一人の人生観を中心としたVTRをマツコが総合演出として作り、それをテレビではなく、番組公式サイトで公開する。
ぺえやモデルのゆうたろうなど、番組出演をきっかけに注目され本格的な芸能活動を開始した者もいる。
2023年7月4日、同年9月をもって終了することが明らかになった。同年10月からは『 Google Pixel presents ANOTHER SKY（アナザースカイ）』が本枠に移動。これをもって『マツコとマツコ』以降、マツコ・デラックスが出演する土曜午後11時枠は終了することになった。

## 出演者
MC・総合演出
- マツコ・デラックス[注 1]

ナレーター
- ホリ

## ネット局と放送時間
| 放送対象地域   | 放送局                    | 系列                          | 放送日時                     | ネット状況 |
| -------------- | ------------------------- | ----------------------------- | ---------------------------- | ---------- |
| 関東広域圏     | 日本テレビ（NTV）         | 日本テレビ系列                | 土曜 23:00 - 23:30           | 制作局     |
| 北海道         | 札幌テレビ（STV）         | 日本テレビ系列                | 土曜 23:00 - 23:30           | 同時ネット |
| 青森県         | 青森放送（RAB）           | 日本テレビ系列                | 土曜 23:00 - 23:30           | 同時ネット |
| 岩手県         | テレビ岩手（TVI）         | 日本テレビ系列                | 土曜 23:00 - 23:30           | 同時ネット |
| 宮城県         | ミヤギテレビ（MMT）       | 日本テレビ系列                | 土曜 23:00 - 23:30           | 同時ネット |
| 秋田県         | 秋田放送（ABS）           | 日本テレビ系列                | 土曜 23:00 - 23:30           | 同時ネット |
| 山形県         | 山形放送（YBC）           | 日本テレビ系列                | 土曜 23:00 - 23:30           | 同時ネット |
| 福島県         | 福島中央テレビ（FCT）     | 日本テレビ系列                | 土曜 23:00 - 23:30           | 同時ネット |
| 山梨県         | 山梨放送（YBS）           | 日本テレビ系列                | 土曜 23:00 - 23:30           | 同時ネット |
| 新潟県         | テレビ新潟（TeNY）        | 日本テレビ系列                | 土曜 23:00 - 23:30           | 同時ネット |
| 長野県         | テレビ信州（TSB）         | 日本テレビ系列                | 土曜 23:00 - 23:30           | 同時ネット |
| 静岡県         | 静岡第一テレビ（SDT）     | 日本テレビ系列                | 土曜 23:00 - 23:30           | 同時ネット |
| 富山県         | 北日本放送（KNB）         | 日本テレビ系列                | 土曜 23:00 - 23:30           | 同時ネット |
| 石川県         | テレビ金沢（KTK）         | 日本テレビ系列                | 土曜 23:00 - 23:30           | 同時ネット |
| 福井県         | 福井放送（FBC）           | 日本テレビ系列                | 土曜 23:00 - 23:30           | 同時ネット |
| 中京広域圏     | 中京テレビ（CTV）         | 日本テレビ系列                | 土曜 23:00 - 23:30           | 同時ネット |
| 近畿広域圏     | 読売テレビ（ytv）         | 日本テレビ系列                | 土曜 23:00 - 23:30           | 同時ネット |
| 鳥取県・島根県 | 日本海テレビ（NKT）       | 日本テレビ系列                | 土曜 23:00 - 23:30           | 同時ネット |
| 広島県         | 広島テレビ（HTV）         | 日本テレビ系列                | 土曜 23:00 - 23:30           | 同時ネット |
| 山口県         | 山口放送（KRY）           | 日本テレビ系列                | 土曜 23:00 - 23:30           | 同時ネット |
| 徳島県         | 四国放送（JRT）           | 日本テレビ系列                | 土曜 23:00 - 23:30           | 同時ネット |
| 香川県・岡山県 | 西日本放送（RNC）         | 日本テレビ系列                | 土曜 23:00 - 23:30           | 同時ネット |
| 愛媛県         | 南海放送（RNB）           | 日本テレビ系列                | 土曜 23:00 - 23:30           | 同時ネット |
| 高知県         | 高知放送（RKC）           | 日本テレビ系列                | 土曜 23:00 - 23:30           | 同時ネット |
| 福岡県         | 福岡放送（FBS）           | 日本テレビ系列                | 土曜 23:00 - 23:30           | 同時ネット |
| 長崎県         | 長崎国際テレビ（NIB）     | 日本テレビ系列                | 土曜 23:00 - 23:30           | 同時ネット |
| 熊本県         | くまもと県民テレビ（KKT） | 日本テレビ系列                | 土曜 23:00 - 23:30           | 同時ネット |
| 大分県         | テレビ大分（TOS）         | 日本テレビ系列 フジテレビ系列 | 土曜 23:00 - 23:30           | 同時ネット |
| 鹿児島県       | 鹿児島読売テレビ（KYT）   | 日本テレビ系列                | 土曜 23:00 - 23:30           | 同時ネット |
| 宮崎県         | 宮崎放送（mrt）           | TBS系列                       | 土曜 0:48 - 1:18（金曜深夜） | 遅れネット |
| 沖縄県         | 沖縄テレビ（OTV）         | フジテレビ系列                | 土曜 0:55 - 1:25（金曜深夜） | 遅れネット |

ネット配信
| 配信元 | 更新時間        | 備考                 |
| ------ | --------------- | -------------------- |
| TVer   | 土曜 23:30 更新 | 最新話限定で無料配信 |
| GYAO!  | 土曜 23:30 更新 | 最新話限定で無料配信 |
| hulu   | 更新時間未定    | 有料会員は全話見放題 |

備考
- 2016年4月9日には通常放送とは別枠で23:30 - 23:55に『マツコ会議〜マツコの頭の片隅から離れない人スペシャル』を放送。ただし、この枠は通常時ローカルセールス枠となっているため、当該時間帯に『有吉反省会』を自主編成に差し替えている局は非ネット。
- 2016年4月23日は当初本来の時間帯で放送する予定だったが、前週から放送開始予定のドラマが順延となり23:15 - 23:45に繰り下げて放送。
- 2016年6月25日にはラグビー中継『リポビタンDチャレンジカップ2016』中継（ 日本× スコットランド）のため30分押し[注 4]となる通常放送（23:30 - 24:00）とは別枠で、21:30 - 23:24に『マツコ会議スペシャル』を放送[注 5][注 6][注 7]。
- 2016年10月29日は、『プロ野球SMBC日本シリーズ2016 第6戦 広島東洋カープ vs 北海道日本ハムファイターズ』(MAZDA ZOOM-ZOOM スタジアム広島)の125分と言う大幅延長の為、日付が変わって2016年10月30日1:05 - 1:35に繰り下げて放送した。尚、『マツコ会議』が日付が変わって放送されるのは今回が初めてである。
- 2016年11月19日はラグビー中継（23:25 - 翌1:30）のため、5分早終了（23:00 - 23:25）。
- 2017年4月8日には通常放送とは別枠で、22:00 - 22:54に『マツコ大会議』を放送[注 8][注 9]。
- 2019年3月30日には通常放送とは別枠で、22:00 - 23:09に『マツコ会議SP』を放送。
- 2021年2月13日は放送中の23:08に福島県沖地震が発生した為[4]、23:12をもって放送が途中で打ち切られ、報道特別番組に切り替えられた。
- 宮崎県では宮崎放送がレギュラー放送を行なっていたが、2023年12月29日放送の「忘年会スペシャル」は金曜日のゴールデンタイムを日本テレビ系で編成するテレビ宮崎が放送した。

## スタッフ
- 総合演出：マツコ・デラックス
- 演出：那須太輔（2023年1月14日 -）
- ナレーション：ホリ
- 構成：桜井慎一、そーたに、木南広明、橋本大介
- TM：矢込宏敬
- SW：高木静香（以前はCAM）（週替り）
- SW/CAM：松嶋賢一、大庭茂嗣（週替り）
- CAM：髙野信彦（髙野→以前は、SW）、渡辺浩、川島佑介（週替り）
- MIX：依田真和、白水英国（白水→以前は、AUD）、中山貴晴、村瀬脩一、坂本幸香（週替り）
- VE：古手川大、佐々木謙太、小山龍一（週替り）
- 照明：千葉雄、池長正宏（週替り）
- ロケCAM：山田大輔、岩倉康宏・山内新太・大谷アグリ（NiTRO）、野澤純平・相澤進史・高橋一博・関東裕子（コスモ・スペース）、日名透、相澤進史、杉山幸司、原島伸光、池田亮、丹野嘉之、石川泰之、砂押秀寿、浅野沙綾、阿部安秀、大盛維則、岩田陸、今井建太（週替り）
- 美術プロデューサー：稲本浩（一時離脱→復帰）
- デザイン：高井美貴
- 装置：溝口博志
- 電飾：村上愛奈
- 装飾：伊沢英樹
- 中継：鴇田晴海（以前は、中継技術）
- 編集：守屋弥生
- MA：櫻井伸二
- 音効：中村由紀
- 技術協力：NiTRO、EAT、ジャパンテレビ、エスユー、東京オフラインセンター
- 美術協力：日本テレビアート
- リサーチ：今井紳介、伊藤柊世
- CG：藤井彩人
- オープニングCG：森三平
- TK：山沢啓子
- デスク：髙桑繭子
- ディレクター：栗原憲也、鈴木大二郎、尾籠美佳、花岡圭一郎、田渕公博、川端洋輔、渡邉祐太、佐々木英敏、保野祥子、今泉哲也、田中亮、神谷洸太朗（毎週）、米山敦也、菊地要介、円城寺健一、葛西愛子、金山泰之、早崎春香、河内大将、清水智博、東裕二（不定期）／平岩洵人、手島海人、相原早奈絵、田代雄也、宮崎結衣、木村拓海、前田優香、小畠彩乃、山田陽岳、福岡航平、江端みさき、粂野敬祐、水野えりな、福田奈未、小林聖、中原琴音、武下桂子、垂石真子、達田沙樹（神谷・手島・田代→以前は、AD）
- 演出：首藤光典
- プロデューサー：吉無田剛、三田村奈緒子（極東電視台）、石原由季子・森川高行（ZION）、鈴木希巳江（SION）／北川法子、瀬川玲緒奈、濱本理子、真鍋香里（瀬川→以前は、AD→ディレクター、三田村・真鍋→以前は、AP）
- チーフプロデューサー：島田総一郎（2021年6月5日 -、2020年10月3日 - 2021年5月29日までは統轄プロデューサー）
- 制作協力：極東電視台、ZION、SION
- 製作著作：日本テレビ

### 過去のスタッフ
- 演出：橋本和明（以前は、企画兼務）
- TM：江村多加司、保刈寛之
- CAM：髙木亮
- AUD：太田黒健至
- 照明：加藤恵介、藤山真緒、小笠原雅登、下平好実、井口弘一郎
- ロケCAM：横瀬勉、菅野一哉、山田大樹、真田光、石渡裕二、難波敬一、寺嶋優、金光利也、岸田一彦、柴田義行、今野克裕、福島一憲、田中健太
- 美術プロデューサー：櫻場千尋
- デザイン：栗原純二
- 電飾：佐久間康仁
- 編集：室永直人、木村有宏、沖野浩平、安川修平
- MA：阿世知貴彦、市川徹
- 技術協力：PRESS MANS
- リサーチ：田中奈緒、太田夏蓮、川山佳大
- 編成：佐藤俊之、長田宙
- 宣伝：境祐介、三瓶篤樹、中川(山)武文、笠原陽介
- 営業：朝倉玲子、兼島奈々、丸山由香里、梶本眞子、濱崎泰彦、鈴木信、滝澤真一郎
- デスク：阿部絵里子
- AD：田中安美、山岡弘和、彦坂峻平、坂井龍太、高橋理恵、小林真由子、今野舞紀、影山早岐、田嶋里菜、坂(反)田早希(紀)、西野咲彩、小木雅恵、土屋友貴、新垣夏貴、猪木雪菜、相原早奈絵、辻野翔太、藤井里帆、河本隼士、鈴木琴音、中野拓朗、大和田百華、小野塚翔悟、村岡美里
- AP：宮太一、山口紋佳、伊藤茉莉衣、伊藤真和、二瓶朱美
- ディレクター：深坂崇夫、藤田博人、日比野大輔、成瀬祐太、熊谷芳子、津田宗孝、流石英昭、山井貴超、一楽千恵、福岡隆幸、柳橋宏子、鎌田健太、佐伯直哉、津田宗孝、小林直機、酒井甚哉、永井純平、小野亮太、大友浩嗣、千葉淳平、清水奈津子、松崎秀峰、千葉博史、橋本伸行、稲永隆広、小嶋克也（稲永・小嶋→以前は、AD）
- プロデューサー：河野安治／古庄裕（極東電視台、以前は、AD►AP）、東野真有、後藤めぐみ（後藤→以前は、AP）、増山志津奈、岩﨑美和子、吉田亜美
- 統轄プロデューサー：江成真二（2019年6月8日 - 2020年9月26日）
- チーフプロデューサー：田中宏史、松岡至、道坂忠久、清水星人（清水→2020年10月3日 - 2021年5月29日）